# Шулов, Олег Серафимович
Шулов Олег Серафимович (15 ноября 1935 года, СССР — 13 августа 2006 года, Россия) — астроном, лауреат премии имени Ф. А. Бредихина (1974).

## Биография
Родился 15 ноября 1935 года.
В 1958 году окончил математико-механический факультет Ленинградского государственного университета.
С 1959 по 1962 годы - учеба в аспирантуре, под руководством профессора В. А. Домбровского.
В 1967 году - защитил кандидатскую диссертацию.
Работал в ЛГУ с 1958 года, сначала в должности ассистента, доцента, затем старшего научного сотрудника, ведущего научного сотрудника Научно-исследовательского Астрономического института (НИАИ) при ЛГУ, заведующего Лабораторией наблюдательной астрофизики. Автор более 50 научных работ.
Работы в области поляриметрии и фотометрии звезд, исследования ранних стадий эволюции звезд.
Член Международного Астрономического союза.
Умер 13 августа 2006 года.

## Награды
- Премия имени Ф. А. Бредихина (совместно с В. А. Домбровским, В. А. Гаген-Торном, за 1974 год) — за цикл работ по поляриметрическому исследованию звезд, туманностей и галактик

- Медаль «Санкт-Петербургский государственный университет» (2003)